# 堀林巧
堀林 巧（ほりばやし　たくみ、1951年1月7日 -  2018年1月21日）は、日本の経済学者。金沢大学名誉教授。専門は比較経済体制論（ハンガリー経済）、経済学説史。

## 経歴
京都府生まれ。京都府立須知高等学校を経て、1969年に大阪市立大学（現大阪公立大学）経済学部入学。1975年大阪市立大学大学院経済学研究科理論経済学・経済史専攻修士課程修了。1981年大阪市立大学大学院経済学研究科理論経済学・経済史専攻博士課程単位取得退学。在学中、藤田整、佐藤金三郎に師事。2014年、京都大学より博士（経済学）。
1979年大阪経済法科大学非常勤講師、1981年金沢大学経済学部講師、1983年金沢大学経済学部助教授、1991年金沢大学経済学部教授。金沢大学では「計画経済論」、科目名称変更にともない「比較経済体制論」を担当し、留学生センター長等を歴任。
ハンガリー科学アカデミー経済研究所（1986年～）及びバーミンガム大学ロシア東欧研究センター（1996年～）において客員研究員として研究・調査を行う。バーミンガム大学では、溝端佐登史（京都大学経済研究所所長・教授）、羽場久美子（青山学院大学大学院国際政治経済学研究科教授）らと研究を行う。
門下生に中屋信彦（名古屋大学）、金岡克文（高岡法科大学）らがいる。
2018年8月26日、京都大学百周年時計台記念館2階国際交流ホールにて比較経済体制研究会による追悼研究会及び「堀林先生を偲ぶ会」が開催された。

## 学歴・職歴
- 1973年：大阪市立大学経済学部卒業
- 1975年：大阪市立大学大学院経済学研究科理論経済学・経済史専攻修士課程修了
- 1979年：大阪経済法科大学非常勤講師
- 1981年:大阪市立大学大学院経済学研究科理論経済学・経済史専攻博士課程単位取得退学
- 1981年：金沢大学経済学部講師
- 1983年：金沢大学経済学部助教授
- 1986年：ハンガリー科学アカデミー経済研究所客員研究員
- 1991年：金沢大学経済学部教授
- 1996年：バーミンガム大学ロシア東欧研究センター客員研究員
- 2014年：博士（経済学）（京都大学）
- 2016年：金沢大学を定年退職
- 2018年：金沢大学附属病院にて死去（享年67歳）　同年瑞宝単光章　従三位

## 著書

### 単著
- 『ハンガリーにおける改革の軌跡：経済分権化から政治的多元化へ（1968～1989年）』（金沢大学経済学部研究叢書、1990年）
- 『ハンガリーの体制転換―その現場と歴史的背景』（晃洋書房、1992年）
- 『自由市場資本主義の再形成と動揺―現代比較社会経済分析』（世界思想社（金沢大学人間社会研究叢書）、2014年）
- 『中東欧の資本主義と福祉システム ポスト社会主義からどこへ』（旬報社、2016年）

### 共著
- 住谷一彦・工藤章・山田誠・堀林巧・清田匡・村上博・中村良広『ドイツ統一と東欧変革』（ミネルヴァ書房、1992年）
- 羽場久美子編著（堀林巧ほか著者多数）『ハンガリーを知るための60章【第2版】』（明石書店、2018年）
- 高橋秀寿・村松恵二・上西秀明・畑山敏夫・堀林巧・山口定『ヨーロッパ新右翼(朝日選書』（朝日新聞社、1998年）
- 小山洋司・田中宏・溝端佐登史・田口雅弘・堀林巧ほか『東欧経済』（世界思想社、1999年）
- 野村真理・弁納才一・中島健二・上条勇・櫻井公人・堀林巧ほか『地域統合と人的移動 : ヨーロッパと東アジアの歴史・現状・展望』（御茶の水書房、2006年）
- 溝端佐登史・小西豊・高田公・田中宏・横井和彦・ドロテー＝ボーレ・ベーラ＝グレシュコヴィッチ・堀林巧ほか『市場経済の多様化と経営学 : 変わりゆく企業社会の行方（現代社会を読む経営学15）』（ミネルヴァ書房、2010年）

### 共訳書
- ドロテー・ボーレ（ドイツ語: Dorothee Bohle）[4]＋ベーラ・グレシュコヴィッチ[5](著)『欧州周辺資本主義の多様性: 東欧革命後の軌跡』（ナカニシヤ出版、2017年）
- コルナイ・ヤーノシュ(著) 溝端佐登史・堀林巧・林裕明・里上三保子(訳)『資本主義の本質について：イノベーションと余剰経済』（NTT出版、2016年）
- コルナイ・ヤーノシュ(著) 溝端佐登史・堀林巧・林裕明・里上三保子(訳)『資本主義の本質について：イノベーションと余剰経済』（改訂版）（講談社学術文庫、2023年）

### その他
- 堀林登美子（語り手）・堀林巧（編著）『自由と心豊かな生を求めて : 堀林登美子九十年余の回想』（コシーナブックス（コシーナ文庫）、2017年)

## 近年の論文
- 「カール・ポランニーと現代社会経済学の課題―システム・パラダイムの発展に向けて」『比較経営研究[6]』第39号、2015年3月、4－24頁。
- 「先進国資本主義と福祉システム―戦後の軌跡と将来展望 」『比較経済体制研究[7]』第18号、2012年3月 。55-74 頁。
- ″Characteristics of Systemic Change and Emerged Capitalism in Central and Eastern European Countries,″The Journal of Comparative Economic Studies, Vol.6 March 2011. pp. 35-57.